# Pax Christi

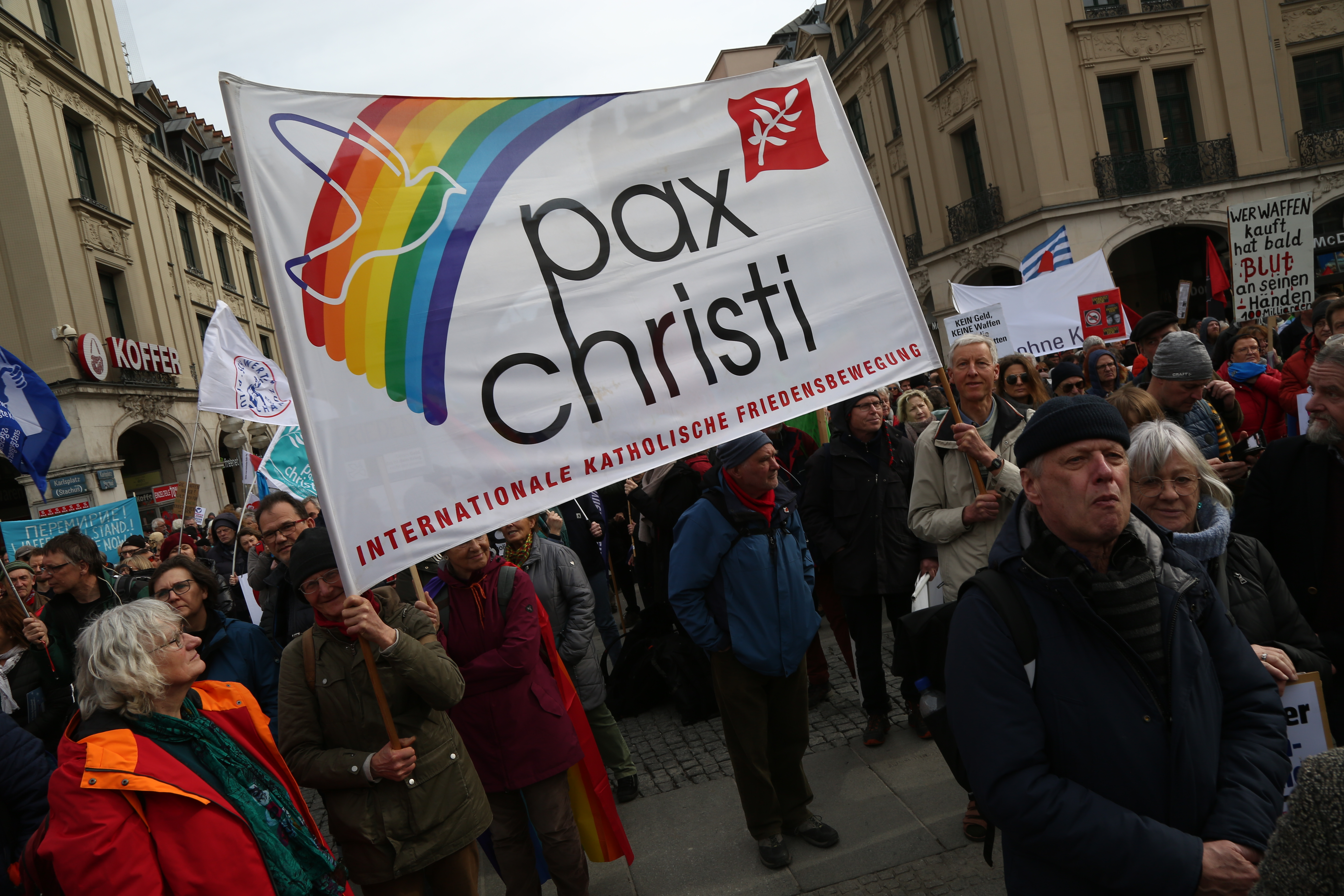
Manifestación de Pax Christi en 2023.

Pax Christi Internacional es un movimiento católico internacional por la paz. La página web de Pax Christi Internacional afirma que su misión es "transformar un mundo sacudido por la violencia, el terrorismo, las profundas desigualdades, y la inseguridad global."

## Historia
Pax Christi (en español: Paz de Cristo) se estableció en Francia en 1945 por la inspiración de Marthe Dortel-Claudot y el Obispo Pierre-Marie Théas. Ambos eran ciudadanos franceses interesados en la reconciliación entre franceses y alemanes tras la Segunda Guerra Mundial.
Algunas de las primeras acciones de Pax Christi fue la organización de peregrinaciones de paz y otros hechos para fomentar la reconciliación entre Francia y Alemania. Aunque inicialmente Pax Christi era un movimiento para la reconciliación Franco-Alemana, ampliaron su foco de atención y se extendieron a otros países europeos en la década de 1950 y crecieron como "una cruzada de oración para la paz entre todas las naciones."
Pax Christi fue reconocido como "el movimiento oficial católico para la paz internacional" por el papa Pío XII en 1952.
A principios de 1976 Pax Christi publicó un dossier de denuncia de las torturas que todavía se perpetraban en España una vez muerto el general Franco. Uno de los casos documentados fue el de Francisco Téllez, miembro del PSUC y de CC OO, detenido en diciembre de 1975 y torturado, junto con otros militantes antifranquistas, en el cuartel de la Guardia Civil de Badalona. A consecuencia de los golpes recibidos y de otros tormentos (como ponerle una vela encendida debajo de los testículos) tuvo que ser ingresado en el hospital, permaneciendo 15 días en la UCI. Las fotos que realizó un médico retratando su lamentable estado fueron incluidas en el dossier.
En 1983, Pax Christi International fue galardonado con el Premio UNESCO por la Educación para la paz.
Pax Christi está compuesto de 18 secciones nacionales y 115 Organizaciones Miembro en 50 países.[cita requerida]

## Obras para la paz
Pax Christi se centra en cinco cuestiones fundamentales: derechos humanos, seguridad humana, desarme y desmilitarización, orden mundial justo, y religión y paz.

## Organización
Pax Christi está formado por secciones nacionales del movimiento, organizaciones afiliadas y organizaciones asociadas. Su Secretaría Internacional se encuentra en Bruselas. Pax Christi tiene un estado consultivo de organización no gubernamental en las Naciones Unidas.

## Presidentes internacionales de Pax Christi
- Maurice Feltin (1950–1965)
- Bernard Alfrink (1965–1978)
- Luigi Bettazzi (1978–1985)
- Franz König (1985–1990)
- Godfried Danneels (1990–1999)
- Michel Sabbah (1999–2007)

En 2007 se creó una copresidencia, formada por un obispo y una mujer laica.
- Laurent Monsengwo (2007–2010).
- Marie Dennis (2007 – presente).
- Kevin Dowling (C.SS.R.) (2010 – presente).